# WMA
Windows Media Audio (WMA) — ліцензований формат файла, розроблений компанією Microsoft для зберігання і трансляції аудіо-інформації.
Від самого початку формат WMA позиціювався як альтернатива MP3, але сьогодні Microsoft протиставляє йому формат AAC (використається в популярному на Заході онлайновому музичному магазині iTunes).
Номінально формат WMA характеризується гарною здатністю стискання даних, що дозволяє йому «обходити» формат Mp3 і конкурувати по цих параметрах з форматами Ogg vorbis і AAC. Але як було показано незалежними тестами, а також при суб'єктивній оцінці якість форматів все-таки не є однозначною, а в перевазі навіть над mp3 є також сумніви, незважаючи на заперечення компанією Microsoft. Особливо варто відзначити, що ранні версії формату (або його реалізації) мали проблеми на низьких швидкостях потоку. Однак даний формат постійно розвивається, тож можна припустити, що якість оптимізовуватиметься.